# Загоскин, Лаврентий Алексеевич
Лавре́нтий Алексе́евич Заго́скин (1808—1890) — русский морской офицер, исследователь Русской Америки — Аляски, Алеутских островов, Северной Калифорнии. Троюродный брат русского писателя и драматурга Михаила Николаевича Загоскина.

## Биография
Родился 21 мая (2 июня) 1808 года (по другим данным — 19 (31) мая 1808 года) в селе Николаевка Пензенского уезда Пензенской губернии (ныне — Саловского сельсовета Пензенского района Пензенской области), был крещён в храме во имя Феодоровской иконы Божией Матери в этом селе.
С 1820 года учился на подготовительных курсах в морском пансионе Д. А. Сорокина, с 1 июня 1822 по 1826 — в Морском кадетском корпусе (Санкт-Петербург), выпущен 25 сентября 1826 года с чином мичмана. С 1827 года на службе в Каспийской флотилии (Астрахань). В 1827 году командовал шкоутом «Святая Мария», в 1830—1831 — бригом «Тавриз», в 1832—1833 — пароходом «Аракс». Принимал участие во 2-й русско-персидской войне. «За отличное усердие к службе, оказанное при транспортировании из Астрахани для войск Кавказского корпуса, действовавших против персиян» получил монаршее благоволение; в 1832 году был награждён годовым жалованием и медалью за персидскую компанию. 27 января 1832 года произведён в лейтенанты.
По результатам расследования пожара, в результате которого пароход «Аракс» полностью сгорел, 23 января (4 февраля) 1835 года был разжалован в матросы 2-й статьи без лишения прав дворянства, но 6 (18) апреля 1835 года был помилован, восстановлен в звании лейтенанта и переведён в Кронштадт.
В 1835—1838 годах служил на Балтийском флоте (Кронштадт) — на фрегатах «Кастор» и «Александра», совершавших крейсерские плавания на Балтийском море.
С 8 декабря 1838 по 1846 год — на службе в Российско-американской компании. В 1842—1844 годах руководил исследованиями в районе залива Нортон и Коцебу, в бассейнах рек Юкон (Квикпак) и Кускоквим. Открыл горный хребет, отделяющий Юкон от восточного побережья залива Нортон. Летом 1842 г. на бриге приплыл из Новоархангельска в Михайловский острог. Передвигаясь на байдаре, произвёл опись побережья залива Нортон до устья реки Уналаклит. Затем зимой 1842—1843 гг. перебрался на собачьих упряжках в редут Нулато, обследовал низовья реки Коюкук. Летом прошёл до устья реки Тананы (притока реки Юкон) и далее уже на байдаре исследовал и нанёс на карту Юкон от порогов до нижней луки. В летние месяцы 1844 г. продолжил обследование низовий Юкона, а также среднего и нижнего течения реки Кускоквим, обнаружил ранее неизвестное селение эскимосов Анилукхтакпак. В декабре 1845 г. через Сибирь возвратился в Санкт-Петербург.
Автор книги «Пешеходная опись русских владений в Америке, произведённая лейтенантом Лаврентием Загоскиным в 1842, 1843 и 1844 гг. с меркаторскою картою, гравированною на меди» в 2-х частях, в которой даётся первое подробное описание глубинных территорий полуострова. В книге также содержатся ценные этнографические сведения о коренных жителях Аляски, указаны ареалы их расселения, имеется составленная Л. А. Загоскиным точная карта нижней части бассейна рек Юкона и Кускоквима, побережья Берингова моря между их устьями.
25 января 1846 года «за исследования, проведённые в Русской Америке», был награждён орденом Святой Анны 3 степени. 12 ноября 1848 года избран действительным членом Русского географического общества. Был удостоен Демидовской премии Академии наук (за «Пешеходную опись…»).

Дом Л. А. Загоскина в г. Рязань

14 января 1848 года вышел в отставку. Исполнял должность лесного ревизора в Московской губернии, с 1849 года — начальник егерского училища и школы сельских писарей в селе Остров (в 20 км от Москвы).
Позднее, оставив службу, поселился в селе Абакумово Пронского уезда Рязанской губернии, где его жена Анна Алексеевна Томиловская получила в наследство небольшое имение. Весной 1855 года, в период Крымской войны, был избран начальником 103-й сводной дружины ополчения Пронского уезда. В составе рязанского ополчения дружина под командой майора Л. А. Загоскина в июне прошла через Харьков, с октября возводила укрепления около Николаева. С окончанием войны в 1856 году вернулся в Абакумово.
С декабря 1861 года по июнь 1864 года в связи с Манифестом об отмене крепостного права состоял мировым посредником.
Продажа Аляски Соединённым Штатам Америки (1867) принесла ему глубокое разочарование. В том же году передал свою коллекцию (костюмы, предметы быта, орудия, модели и изделия колош с о. Ситха, алеутов Уналашкинского отдела, островов Лисьих, племён прибрежья Берингова моря и краснокожих племён внутренних районов материка) комитету по устройству первой русской этнографической выставки, организуемой Обществом любителей естествознания при Московском университете. Коллекция экспонировалась в мае 1867 на всероссийской выставке; в 1883 году Л. А. Загоскин передал её этнографическому отделу Румянцевского музея (Москва). Большую коллекцию предметов быта индейцев и эскимосов Русской Америки передал создававшемуся Рязанскому краеведческому музею.
В 1884 году жил в Рязани на Вознесенской улице. Участвовал в работе Рязанской учёной архивной комиссии.
Похоронен исследователь Л. А. Загоскин у стен Рязанского кремля.

### Семья
Отец — Алексей Николаевич Загоскин (1773 — 25 сентября 1843), дворянин, секунд-майор.
Мать — Фёкла Петровна Загоскина (? — 1813).
Сёстры — Елизавета, Варвара, Прасковья.
Брат — Дмитрий (1812 — около 1845),
Жена (с 24 января 1847) — Анна Алексеевна (урожд. Томиловская; 1818—1890);
- дети: Екатерина, Александра, Анна, Варвара, Николай, Алексей, Михаил, Пётр[4].

## Избранные сочинения
- Загоскин Л. А. Пешеходная опись части русских владений в Америке. Архивная копия от 11 мая 2016 на Wayback Machine — СПб., 1847—1848.
- Загоскин Л. А. Путешествия и исследования лейтенанта Лаврентия Загоскина в русской Америке в 1842—1844 гг. / Общ. ред., примеч. и комм. М. Б. Черненко, Г. А. Агранат, Е. Э. Бломквиста. — М.: Географгиз, 1956. — 454 с.

## Увековечение памяти

#### Почтовые марки и почтовые карточки
В 1992 году в России в честь 150-летия исследований Аляски Лаврентием Загоскиным была выпущена почтовая марка «Л. А. Загоскин. Исследование Аляски, 1842—1844».
В 2008 году в честь 200-летия Лаврентия Загоскина почтовой службой России были выпущены почтовый конверт и почтовая карточка с изображением путешественника. Торжественная церемония их гашения состоялась 21 мая 2008 года на пензенском почтамте.
В 2018 году в честь 210-летия Лаврентия Загоскина почтовой службой России была выпущена почтовая карточка с изображением бюста путешественника, выполненного скульптором Ильёй Викторовичем Порватовым. Торжественная церемония её гашения состоялась 15 июня 2018 года в Литературном музее в г. Пензе с участием членов Русского географического общества и сотрудников Почты России. При гашении, в частности, использовался специальный штемпель, также изготовленный в честь 210-летия Загоскина.

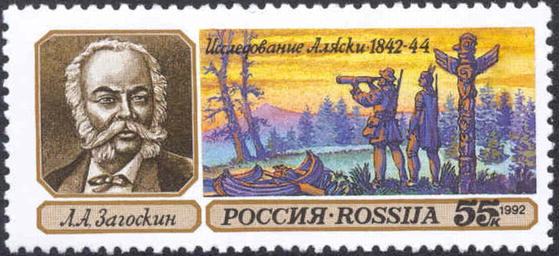
Почтовая марка «Л. А. Загоскин. Исследование Аляски, 1842—1844», выпущенная в 1992 году (к 150-летию начала исследований).
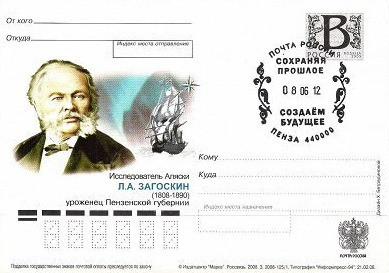
Почтовая карточка «Исследователь Аляски Л. А. Загоскин (1808—1890), уроженец Пензенской губернии», выпущенная в 2008 году (к 200-летию со дня рождения).
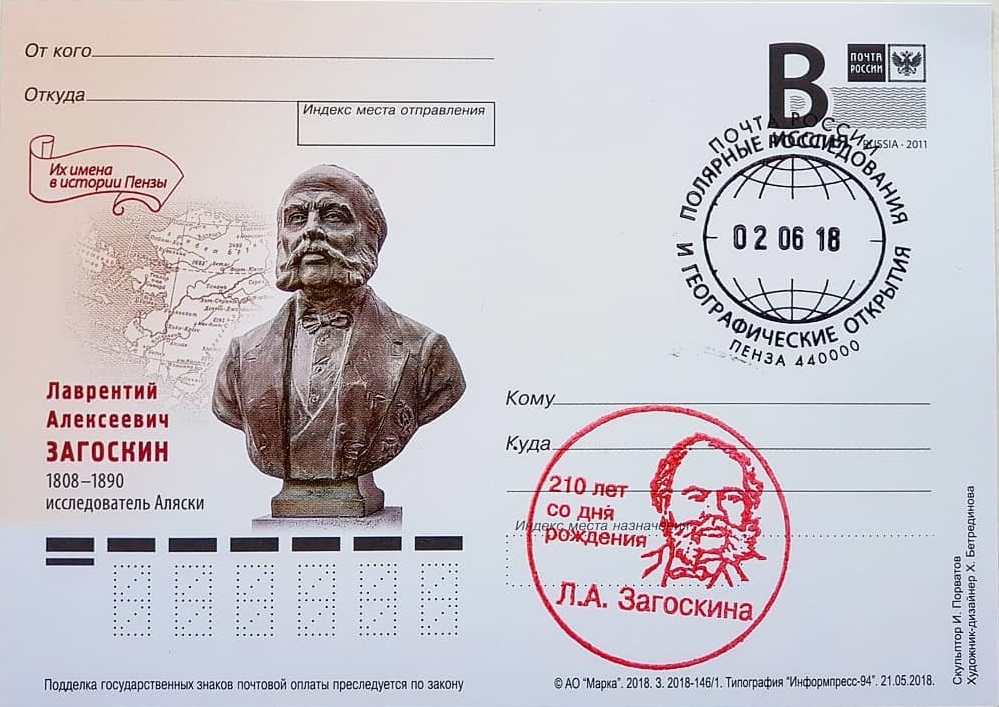
Почтовая карточка «Их имена в истории Пензы. Л. А. Загоскин (1808—1890), исследователь Аляски», выпущенная в 2018 году (к 210-летию со дня рождения).

#### Литература и театр

Афиша спектакля «Юконский ворон», посвящённого 210-летию со дня рождения Л. А. Загоскина (Пензенский ТЮЗ, 2018)

Памятник Л. А. Загоскину в Рязани (2018)

#### Памятники и мемориальные доски

Памятник Л. А. Загоскину в Пензе (2018, скульптор Илья Викторович Порватов)

Памятник Л. А. Загоскину в Николаевке (2019, скульптор Илья Викторович Порватов)